# Station West Allerton
West Allerton is een spoorwegstation van National Rail in Allerton, Liverpool in Engeland. Het station is eigendom van Network Rail en wordt beheerd door Northern Rail. 